# Уэбер, Чарли
Чарльз «Чарли» Алан Уэбер-младший (англ. Charles «Charlie» Alan Weber, Jr; род. 20 сентября 1978 года) — американский актёр, известный по ролям Бена Уилкинсона в телесериале «Баффи — истребительница вампиров», Тодда в сериале «Недоуспешные», и Фрэнка Дельфино в сериале «Как избежать наказания за убийство».

## Ранние годы
Чарльз Алан Уэбер-младший родился 20 сентября 1978 года в Джефферсон-Сити, штат Миссури в США. С раннего детства увлекался актёрством. В старших классах изучал драму, но не участвовал в школьных постановках. После окончания школы уехал в колледж, который бросил через год и переехал в Нью-Йорк в возрасте 19 лет. Начал изучать актёрское ремесло, подрабатывая моделью, прежде чем его карьера пошла вверх.

## Карьера
Ролью-прорывом можно назвать главную роль в романтической комедии «Клуб разбитых сердец» 2000 года. Уэбер появился во многих телесериалах, но одной из самых примечательных ролей является роль молодого врача Бена Уилкинсона в пятом сезоне культового шоу «Баффи — истребительница вампиров». Его персонаж выбрала мстительная богиня Глори — она завладела телом Бена, чтобы добраться до Истребительницы. В финале сезона его герой погибает — Уэбер снимался в шоу с 2000 по 2001 годы. В 2004 он сыграл Бретта Паттерсона в фильме «Жестокие игры 3», который вышел сразу на видео.
С 2003 по 2004 года снимался в семейной драме «Любовь вдовца» в роли Джея. Появился в такие сериалах, как «Шоу Дрю Кэри», «Зачарованные», «Вероника Марс», «Правило Джорджии» и «Доктор Хаус». Недавно актёр снялся в кино-пародии «Вампирский засос» с Мэттом Лантером в главной роли — оба они снялись в телесериале «90210: Новое поколение». Также стоит отметить появление в сериале канала MTV «Недоуспешные», где актёр снялся в регулярной роли.
В 2014 году Уэбер получил одну из основных ролей в сериале Шонды Раймс «Как избежать наказания за убийство».

## Фильмография
| Год       |     | Русское название                            | Оригинальное название                     | Роль                            |
| --------- | --- | ------------------------------------------- | ----------------------------------------- | ------------------------------- |
| 2000      | ф   | Клуб разбитых сердец: Романтическая комедия | The Broken Hearts Club: A Romantic Comedy | новичок                         |
| 2000      | кор | —                                           | Warmth                                    | потенциальный парень официантки |
| 2000      | с   | Шоу Дрю Кэри                                | The Drew Carey Show                       | Брэд                            |
| 2000—2001 | с   | Баффи — истребительница вампиров            | Buffy The Vampire Slayer                  | Бен                             |
| 2001      | с   | Зачарованные                                | Charmed                                   | принц                           |
| 2002      | ф   | Ходячие трупы                               | Dead Above Ground                         | Диллон Джонсон                  |
| 2003      | в   | Могильщик Гейси                             | Gacy                                      | Том Ковак                       |
| 2003      | в   | Поцелуй                                     | The Kiss                                  | Зиг                             |
| 2003—2004 | с   | Любовь вдовца                               | Everwood                                  | Джей                            |
| 2004      | в   | Жестокие игры 3                             | Cruel Intentions 3                        | Брент Паттерсон                 |
| 2006      | с   | C.S.I.: Место преступления Нью-Йорк         | CSI: NY                                   | Деймон                          |
| 2006      | с   | Вероника Марс                               | Veronica Mars                             | Глен                            |
| 2007      | с   | C.S.I.: Место преступления Майами           | CSI: Miami                                | Лу Пеннингтон                   |
| 2007      | с   | C.S.I.: Место преступления                  | CSI: Crime Scene Investigation            | Кори Арчфилд                    |
| 2008      | с   | Грязь                                       | Dirt                                      | Иэн                             |
| 2009      | с   | Жнец                                        | Reaper                                    | Хавьер                          |
| 2010      | с   | Доктор Хаус                                 | House, M.D.                               | Дэмиен                          |
| 2010      | ф   | Вампирский засос                            | Vampires Suck                             | Джек                            |
| 2011      | с   | Чёрная метка                                | Burn Notice                               | Джейкоб Старки                  |
| 2011      | с   | Большая Джорджия                            | State Of Georgia                          | Джеб                            |
| 2011      | с   | Кости                                       | Bones                                     | Нолан                           |
| 2012      | с   | Роковые красотки                            | Femme Fatales                             | Эйс                             |
| 2012—2013 | с   | Недоуспешные                                | Underemployed                             | Тодд                            |
| 2013      | с   | 90210: Новое поколение                      | 90210                                     | Марк Холланд                    |
| 2013      | с   | Хранилище 13                                | Warehouse 13                              | Лиам Непир                      |
| 2013      | ки  | —                                           | Battlefield 4                             | н/д                             |
| 2014—2020 | с   | Как избежать наказания за убийство          | How to Get Away with Murder               | Фрэнк Дельфино                  |
| 2016      | в   | Морпехи 3: В осаде                          | Jarhead 3: The Siege                      | Олбрайт                         |
| 2017      | ф   | Экс-патриот                                 | ExPatriot                                 | Билл Донован                    |
| 2019      | ф   | Озеро Койот                                 | Coyote Lake                               | Марио                           |
| 2020      | мф  | —                                           | Adam Strange                              | Адам Стрэндж                    |
| 2020      | ф   | После. Глава 2                              | After We Collided                         | Кристиан Вэнс                   |
| 2022      | ф   | Парни под прикрытием                        | Panama                                    | Хэнк Бёрнс                      |
| 2022      | ф   | Они сделали нас такими                      | As They Made Us                           | Питер                           |